# Peter Buckton
Pour les articles homonymes, voir Buckton.
Sir Peter Buckton est un chevalier, soldat et homme politique anglais né en 1350 dans le village de Buckton et mort le 4 mars 1414 près de Bridlington dans le Yorkshire.  
Il est shérif du Yorkshire en 1404, représentant de son comté au Parlement d'Angleterre à trois reprises. Dans les dernières années de sa vie, il est maire de Bordeaux et ambassadeur en Castille. 
Partisan et ami d'Henri IV d'Angleterre, il l'accompagne en croisade en Lituanie et à Jérusalem et prend part à son débarquement à Ravenspur dans le Holderness qui prépare son avènement. 

## Biographie
Les Buckton sont seigneur du manoir de Buckton dans le Holderness depuis 1290.

### Guerre de Cent Ans et croisades
Peter fait ses premières armes en combattant en 1369 avec Jean de Gaunt et Thomas de Woodstock pendant la guerre de Cent Ans. Richard II d'Angleterre le fait chevalier de Buckton en 1383 et lui confie le château de Knaresborough.  
Aux côtés de Henry Bolingbroke, futur roi d'Angleterre, il participe à l'organisation de ses croisades au Grand-Duché de Lituanie et à Jérusalem, devenant l'un des chevaliers anglais les plus expérimentés. 

### Carrière politique et vie ultérieure

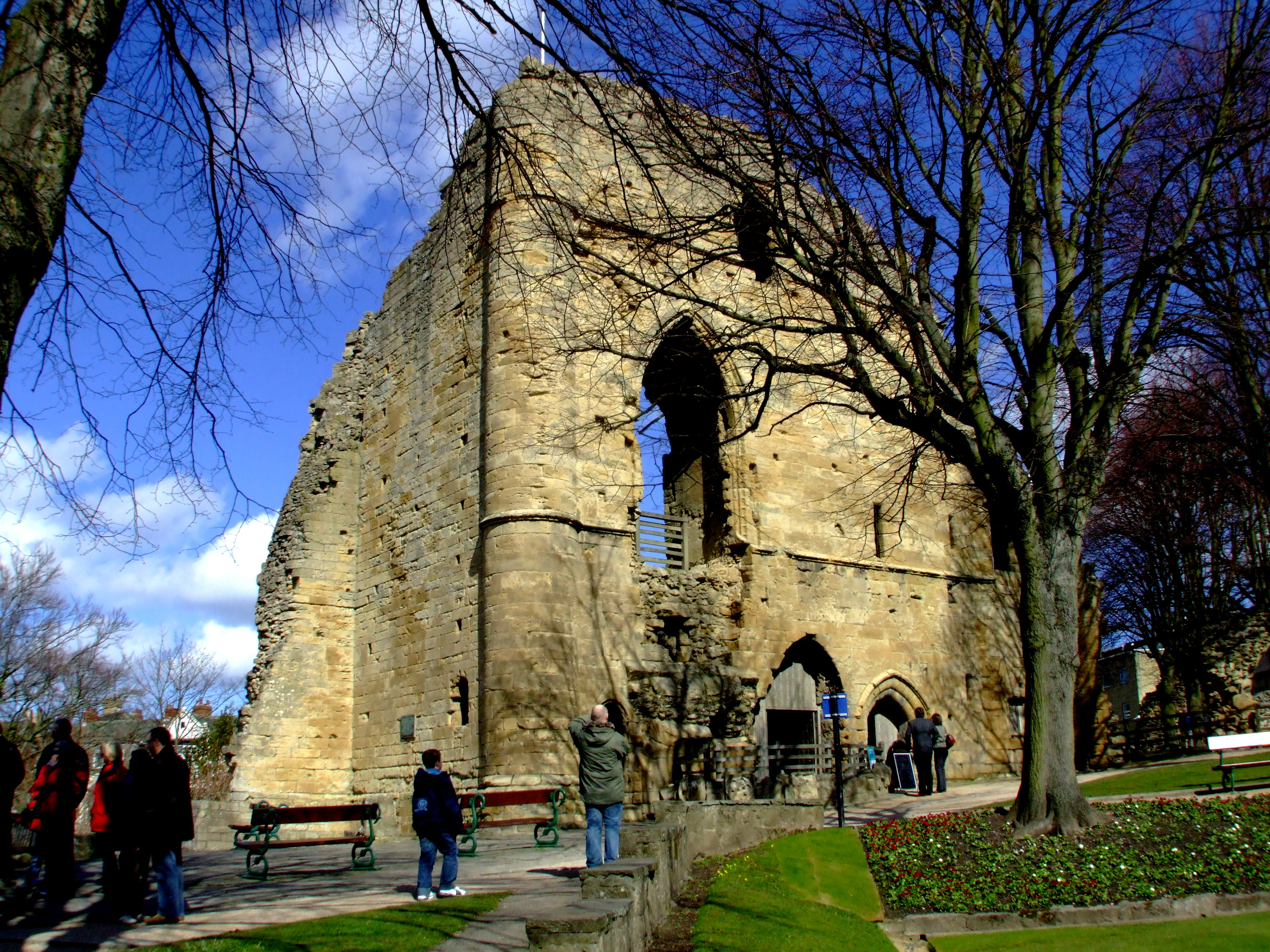
Le château de Knaresborough

Peter Buckton est élu député du Yorkshire à trois reprises en 1395, 1397 et 1404. 
Il est ami avec Geoffrey Chaucer, qui l'immortalise dans le court poème Lenvoy de Chaucer a Bukton, daté avant octobre 1396 : l'écrivain l'y met en garde avec humour contre le mariage. 
Toujours fidèle du prince Henry Bolingbroke, Buckton participe à son débarquement à Ravenspur dans le Yorkshire le 4 juillet 1399, après que Richard II l'a contraint à l'exil. Il profite ainsi considérablement de l'accession au pouvoir d'Henri IV d’Angleterre : nommé steward perpétuel et steward du fils du roi Thomas de Lancaster, premier duc de Clarence, il est élevé au rang de connétable du château de Knaresborough, puis installé juge de paix pour le Yorkshire de l'Est entre 1399 et 1400 et haut shérif du Yorkshire en 1404. 
Âgé, il est envoyé sur le continent. En 1411, il est l'ambassadeur de la Couronne auprès de Jean II de Castille. De 1412 à 1413, il est nommé maire de Bordeaux dans un duché d'Aquitaine alors aux mains des Anglais. 
Il meurt en 1414, à l'âge de 64 ans. 

## Descendance
Peter Buckton a trois enfants de sa femme Cecilia : 
- Peter Buckton
- Ralph Buckton
- William Buckton